# Monte Guallatiri
Il Guallatiri è uno stratovulcano delle Ande cilene, si trova all'estremo nord del paese al confine con la Bolivia e non lontano da quello col Perù. Con i suoi 6.071 metri è tra i vulcani attivi più alti del mondo, la sua ultima eruzione risale al 1960.